# Væddeløbshelten
Væddeløbshelten er en amerikansk stumfilm fra 1922 af Phil Rosen.

## Medvirkende
- Wallace Reid som Jimmy Dent
- Mary MacLaren som Louise Fowler
- Theodore Roberts som John Dent
- Betty Francisco som Lorraine Tyler
- Walter Long som Dutton Tyler
- Lucien Littlefield som Scott Tyler
- Jack Herbert som Art Roger
- Guy Oliver
- Sidney D'Albrook som Tom Brice